# Trochalus aeneopiceus
Trochalus aeneopiceus är en skalbaggsart som beskrevs av Leon Fairmaire 1882. Trochalus aeneopiceus ingår i släktet Trochalus och familjen Melolonthidae. Inga underarter finns listade i Catalogue of Life.